# Hartwig (Megingaudshausen)
Hartwig († 10. August 892) war von 857 bis 892 Abt des Steigerwaldklosters Megingaudshausen. Er taucht damit auch in der Äbtereihe von Münsterschwarzach auf, weil das Kloster als Vorgängerabtei gilt.

## Das Kloster vor Hartwig
Für die Klosterchronisten war Abt Hartwig der dritte Klostervorsteher der Abtei Megingaudshausen. Sie wurde zu Beginn des 9. Jahrhunderts vom ostfränkischen Grafen Megingaud und seiner Frau Imma gestiftet und sollte dem Adelsgeschlecht der Mattonen, dem Megingaud angehörte, als Versorgungsinstitut ihrer zweitgeborenen Söhne dienen. An der Stelle der heutigen Abtei Münsterschwarzach befand sich damals ein Frauenkloster, das allerdings bereits in Auflösung begriffen war.

## Leben
Über das Leben des Abtes Hartwig ist nur sehr wenig bekannt. Das Jahr seines Amtsantritts ist umstritten, sollte er direkt seinem Vorgänger Madalbertus nachgefolgt sein, muss er noch Ende des Jahres 857 Abt geworden sein. Angeblich wurde zu seiner Zeit die Urkunde verfasst, die den Rückfall der Frauenabtei Schwarzach an das Bistum Würzburg beinhaltete. Im Diplom selbst wird Hartwig allerdings nicht genannt. Nach Wagner ist auch der Todestag umstritten: Hartwig starb wohl am 10. August 892.